# عربة العاجز

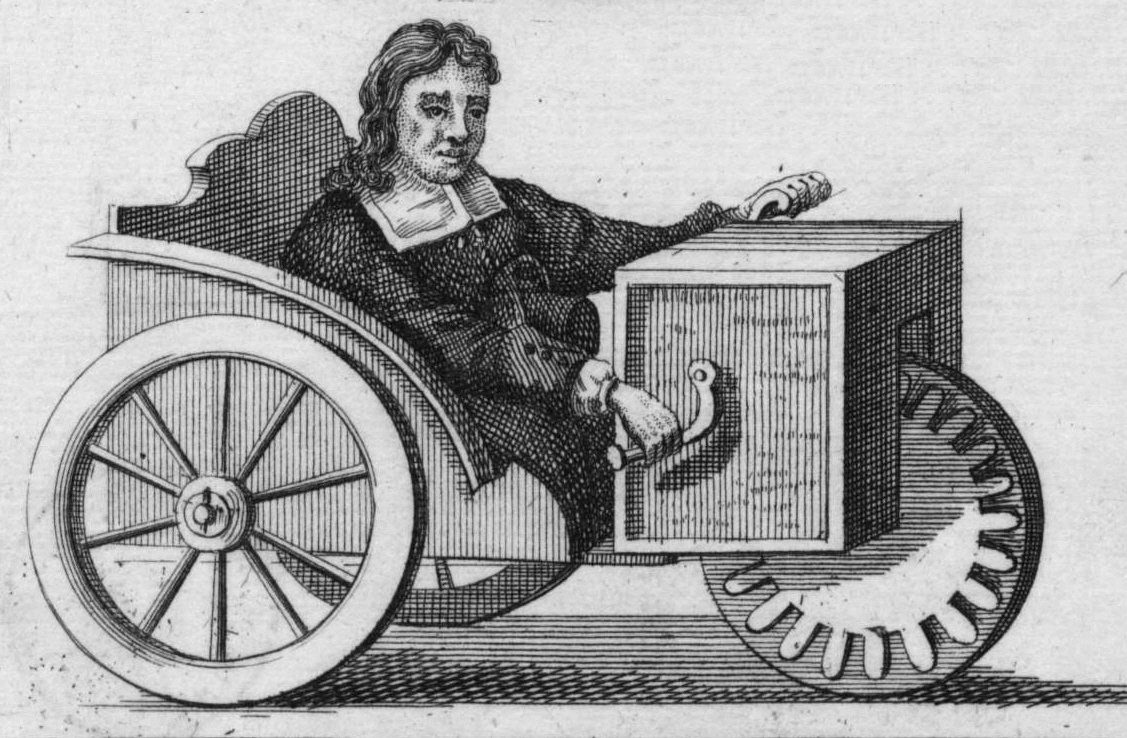
عربة فارفلر عام 1655

العربات المخصصة لذوي الاحتياجات الخاصة كانت عادةً مركبات طريق ذات مقعد واحد أو عربات صغيرة أو مركبات ذاتية الدفع للأشخاص ذوي الإعاقة. وكانت هذه الدراجات سابقة لدراجات التنقل الكهربائية الحديثة ومنذ عشرينيات القرن العشرين كانت تعمل عمومًا بمحركات صغيرة تعمل بالبنزين مع أن بعضها كان يعمل بالبطارية. صمموها عادة بدون أدوات التحكم التي تشغل بالقدم.
لا يزال مصطلح "عربة العاجز" مستخدمًا في المملكة المتحدة في تنظيم أجهزة التنقل للأشخاص ذوي الإعاقة ولكنه يستثني معظم الأنواع الأكثر قوة والمجهزة بمحركات.

## التاريخ

### الأصول
كان ستيفان فارفلر صانع ساعات من نورمبرغ في القرن السابع عشر ويُعتبر اختراعه للعربة اليدوية في عام 1655 على نطاق واسع أول كرسي متحرك ذاتي الحركة. كما يُعتقد أنه كان إما مصابًا بالشلل النصفي أو مبتورًا. وعلى هذا النحو كان الكرسي متوافقًا مع التصميمات اللاحقة لعربات المرضى ذاتية الدفع. ويُعتقد أيضًا أن الجهاز ذو العجلات الثلاث كان بمثابة مقدمة للدراجة ثلاثية العجلات والدراجة الهوائية الحديثة.
في إنجلترا كان كرسي الاستحمام هو السلف لعربة المرضى. اخترعه جيمس هيث من مدينة باث (ومن هنا جاء الاسم) في أوائل القرن الثامن عشر. وأصبحت الإصدارات التي تجرها الحيوانات من كرسي الحمام تُعرف باسم عربات العاجز. تعرض عربة المعوقين من إنتاج شركة مونك آند كو. عام 1880 في أم شيد في بريستول.
أعلنت شركة جون كارتر (وهي شركة مصنعة للأثاث المخصص للمرضى والجراحيين في لندن والتي يرجع تاريخها إلى الفترة من عام 1870 حتى أواخر الخمسينيات) عن كراسي الاستحمام وعربات العمود الفقري والكراسي ذاتية الدفع في قائمتها "لوسائل الراحة للمرضى" في تسعينيات القرن التاسع عشر. وفي وقت لاحق قامت بتسويق منتجاتها للجنود الجرحى.

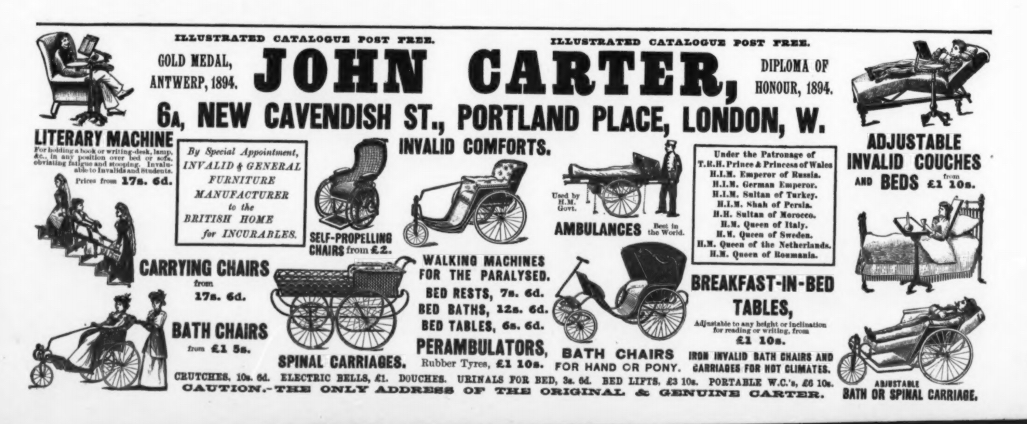
أثاث للعاجز في تسعينيات القرن التاسع عشر

## بين الحربين

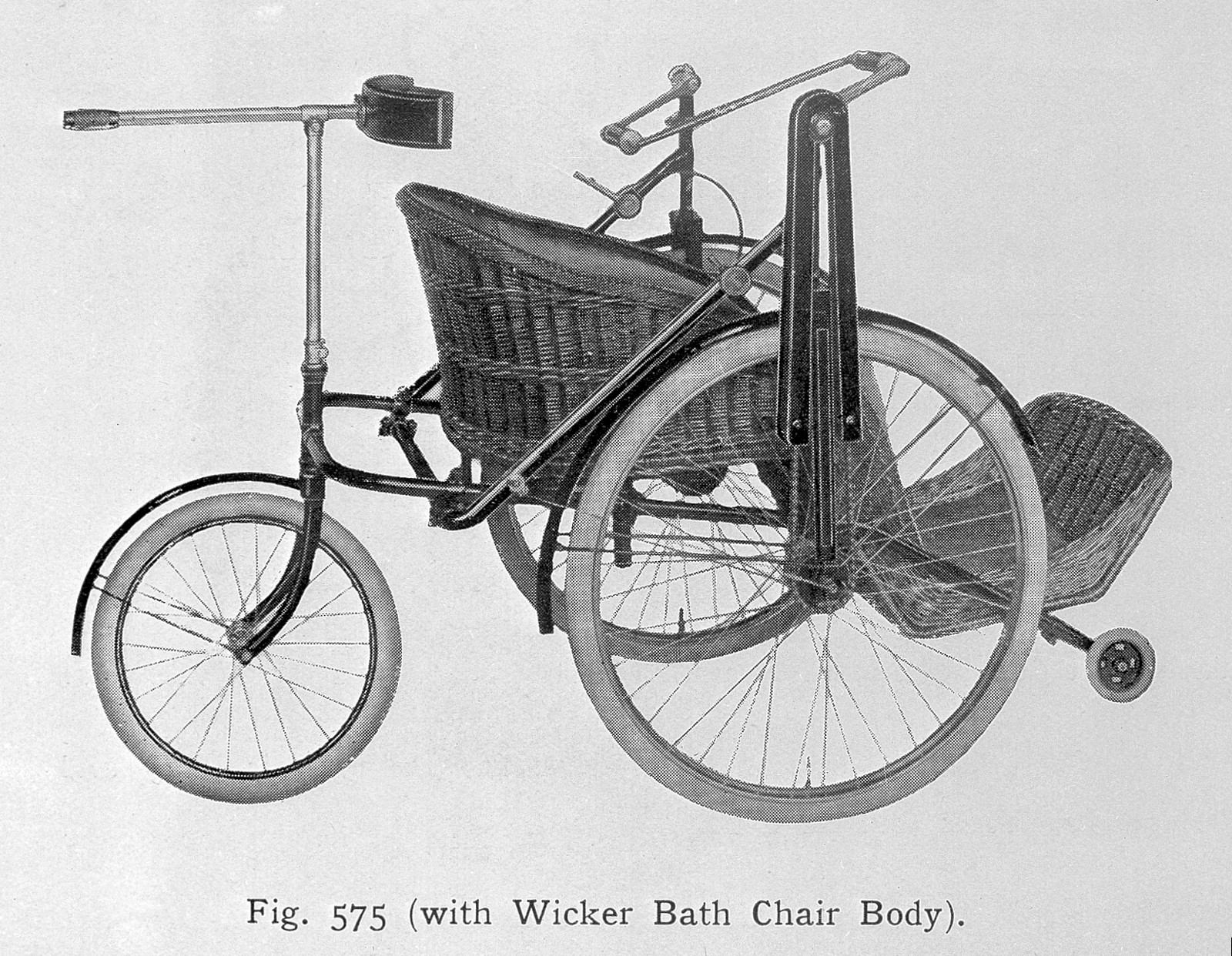
دراجة ثلاثية العجلات دوارة للمعاقين من عشرينيات القرن العشرين
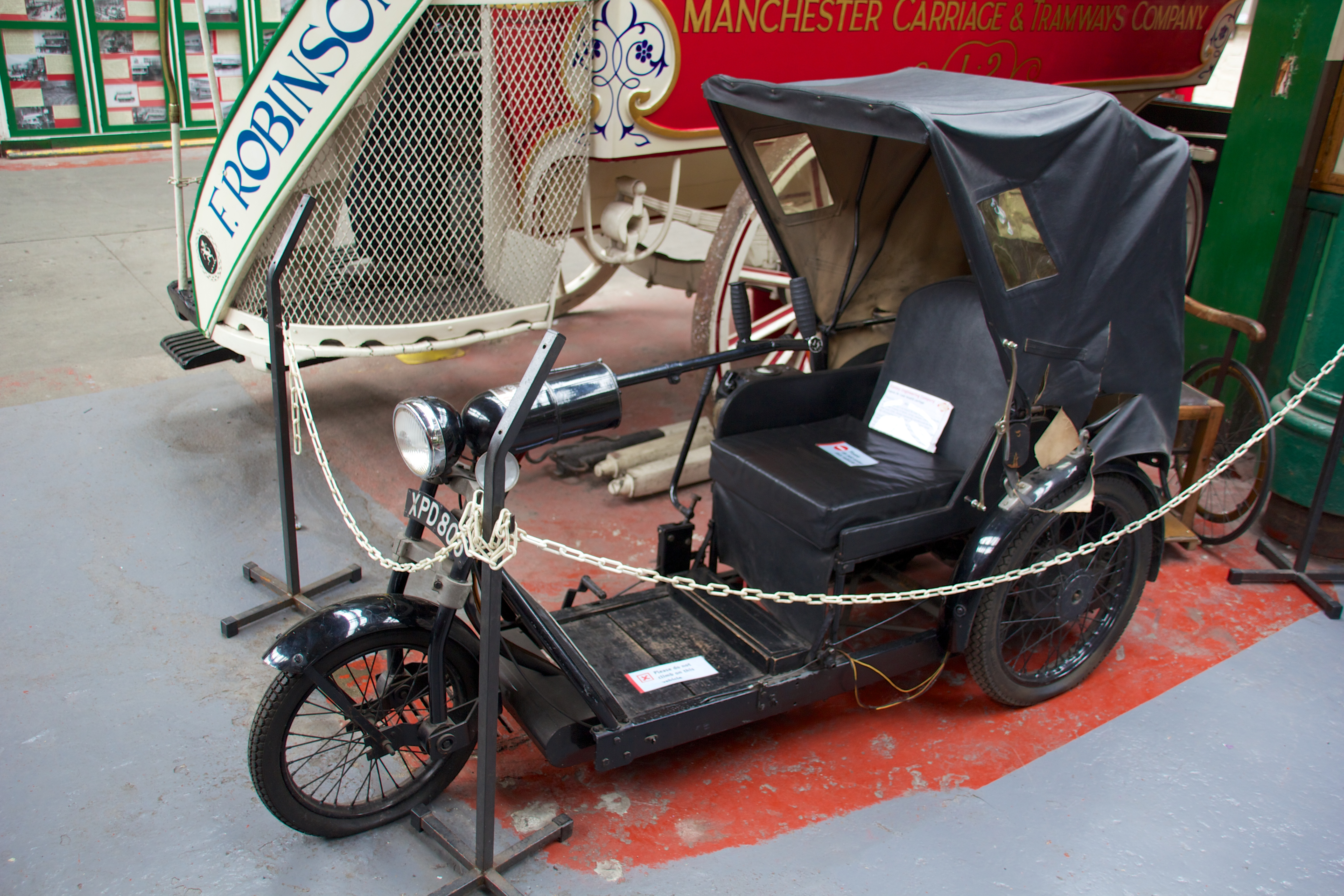
1926–1954 أرجوسون دي لوكس
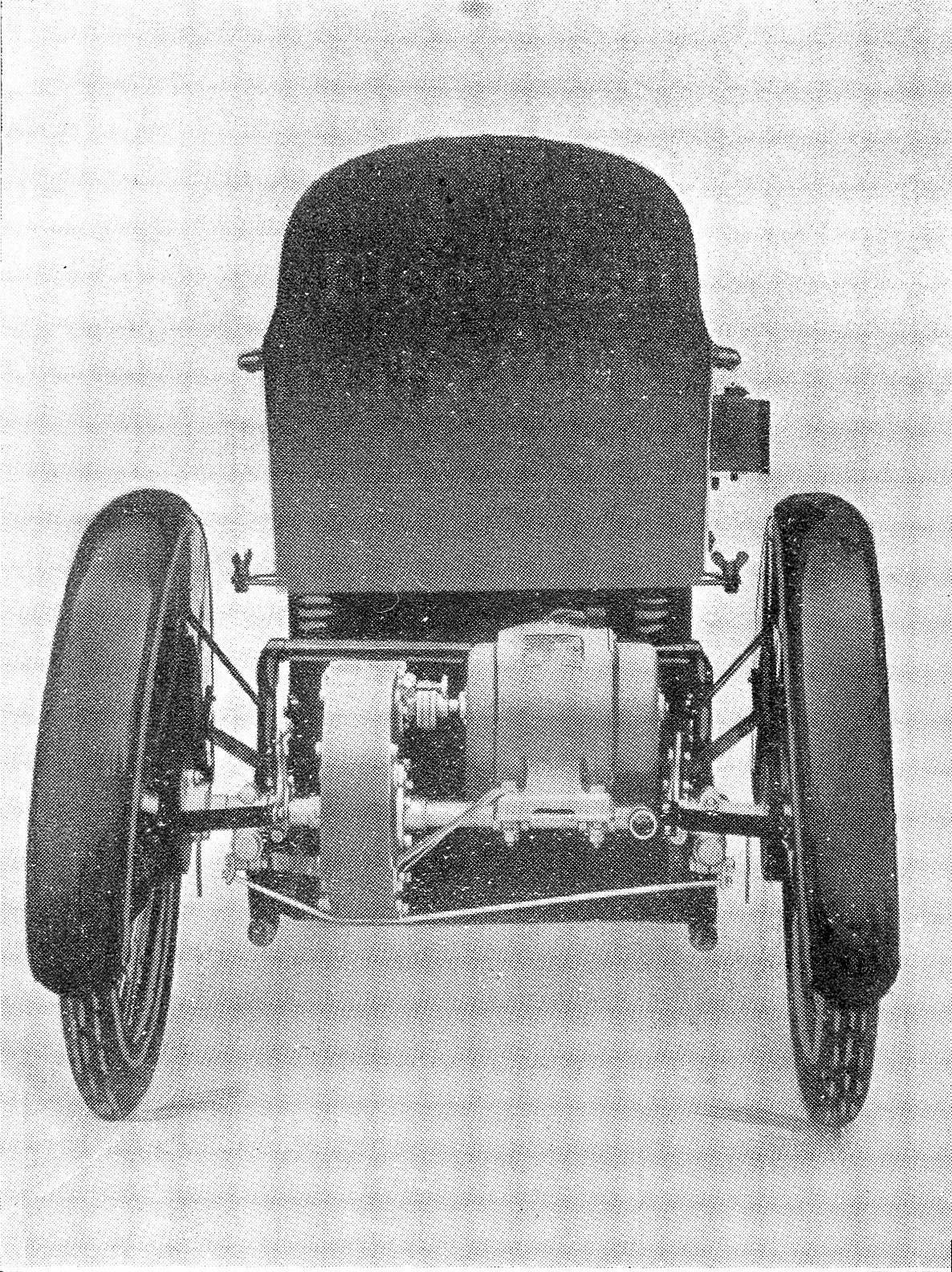
كرسي هاردينج الكهربائي للمعاقين في ثلاثينيات القرن العشرين
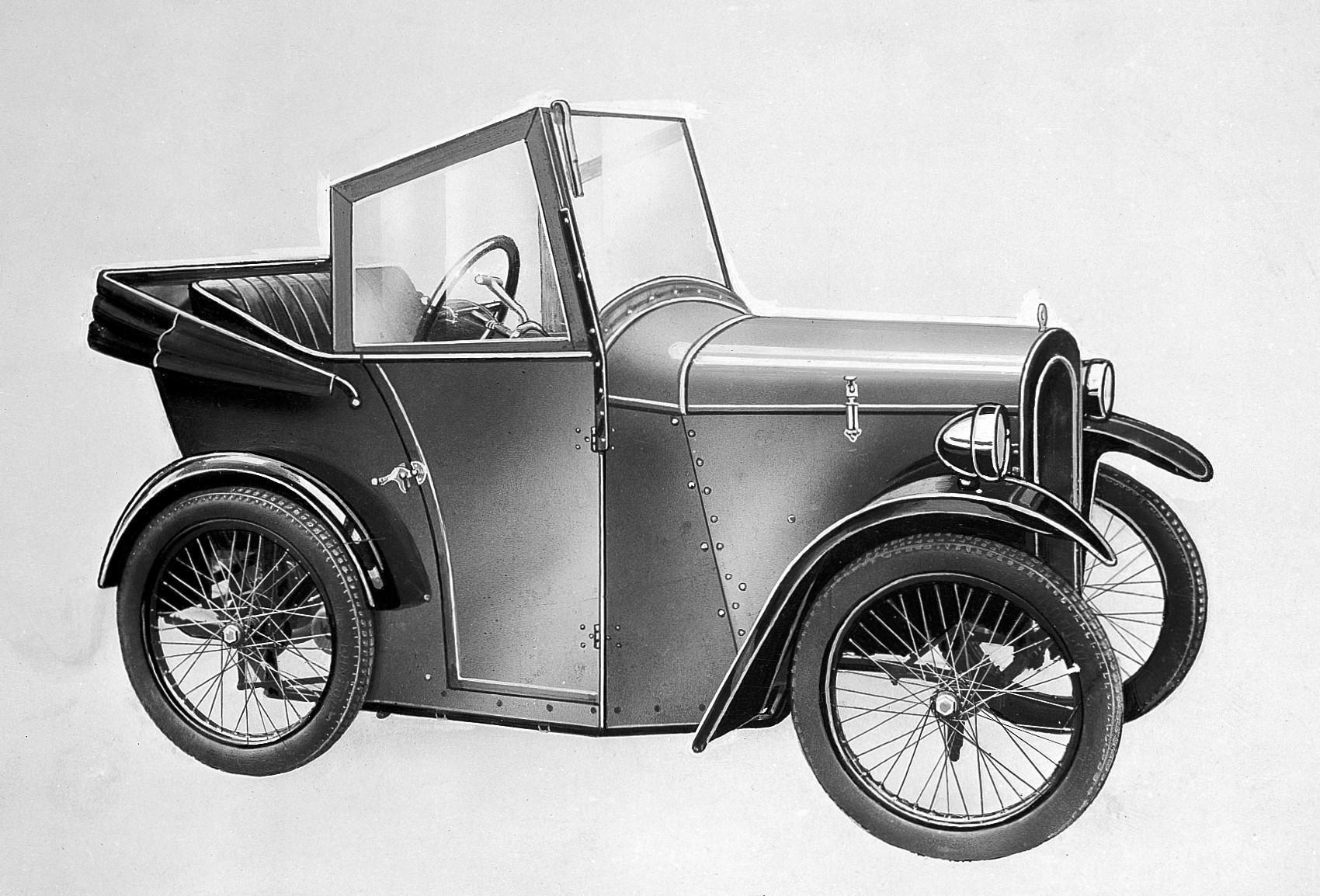
هاردينج بولتني ذات المقعدين

بدأت شركة ستانلي الهندسية المحدودة في إيغام بسري في تصنيع عربات ذاتية الدفع للمعاقين تحت اسم "أرجسون" في عشرينيات القرن العشرين. صممت أرجوسون راني ميد في جنوب إفريقيا وصنعوه في إنجلترا من عام 1936 إلى عام 1954. حيث كانت تعمل إما بالبطارية أو بمحرك بنزين من نوع فيليرز. كما عبرت سيارة راني ميد التي تعمل بالبنزين جبال الألب في عام 1947. اشترت شركة سي بي هاربر المحدودة شركة ستانلي إنجنيرنغ في عام 1954.
تأسست شركة آر إيه هاردينج لباث في عام 1921. لقد أنتجوا في البداية دراجات ثلاثية العجلات تدفع يدويًا. في عام 1926 قدمت شركة هاردينجز مجموعة متنوعة من عربات الأشخاص ذوي الإعاقة التي تعمل بالطاقة. وكانت طرازات دي لوكس أ وب مدعومة بمحرك فيلييه سعة 122 سم مكعب وكانت طرازات بولتيني مدعومة بمحرك جاب سعة 200 سم مكعب أو 300 سم مكعب. وكانت هناك أيضًا آلات كهربائية تعمل بجهد 24 فولت أو 36 فولت. في عام 1945 غيروا اسم الشركة إلى شركة آر إيه هاردينج (باث) المحدودة وأوقف إنتاج بولتيني. في ديسمبر 1948 رقيت طرازات دي لوكس بعجلات خلفية أكبر وخزان بنزين جديد ووحدة فيلييه 147cc مبردة بالمروحة. وقدم هاردينجز نموذجًا كامل الجسم في عام 1956 وأطلق عليه اسم كونسورت. لقد صنع 12 فقط من هذه. وأغلقت الشركة أبوابها في عام 1988 واستمرت في تصنيع النماذج التي تعمل بالطاقة اليدوية حتى عام 1973 والنماذج التي تعمل بالمحرك حتى عام 1966.
من ثلاثينيات القرن العشرين إلى أواخر أربعينياته قامت شركة نيلكو إنديستريز بتصنيع مركبة تعمل بالبطارية ذات ثلاث عجلات. قاموا بتمكين التوجيه عن طريق ذراع توجيه متصل بالعجلة الأمامية، كما وفر ذراع التوجيه أيضًا التحكم في السرعة. وتمكين التوجيه للأمام أو للخلف بعنصر تحكم منفصل. كما يمكن للمحرك الكهربائي 24 فولت أن يعمل كمولد لشحن البطارية عند النزول من المنحدر. وكان المحرك 24 فولت.

## ما بعد الحرب العالمية الثانية
في عام 1946 قامت شركة لارمار إنجنيرنغ بتصنيع سيارات صغيرة ذات مقعد واحد صمموها خصيصًا للأشخاص ذوي الإعاقة الجسدية. كانت المركبات 80 فقط عرض كل منها 1.5 متر وكان لكل منها هيكل مصنوع من الخشب الرقائقي والألمنيوم وباب جانبي ومقعد وزجاج أمامي وسقف ناعم. ركب محرك أحادي الأسطوانة وثنائي الشوط وبقوة 8 أحصنة وبسعة 249 سم مكعب في الجزء الخلفي من السيارة وكان يقود إحدى العجلات الخلفية عبر سلسلة. فمنذ عام 1950 أصبح محرك مكون من أسطوانتين وأربع أشواط وقوة 10 أحصنة وسعة 350 سم مكعب متاحًا.

## عقود وزارة الصحة في المملكة المتحدة (1948-1978)

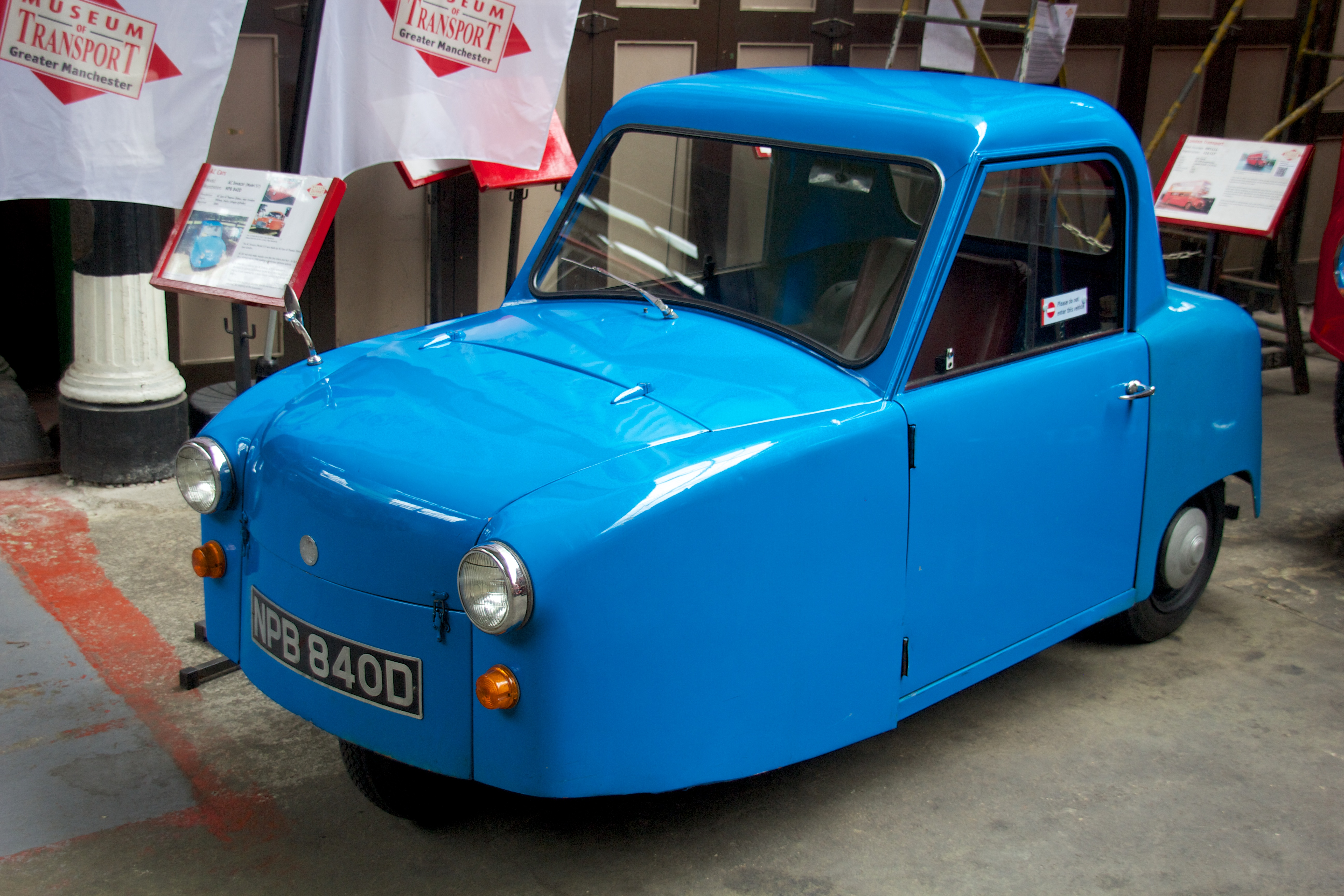
موديل التيار المتردد 57
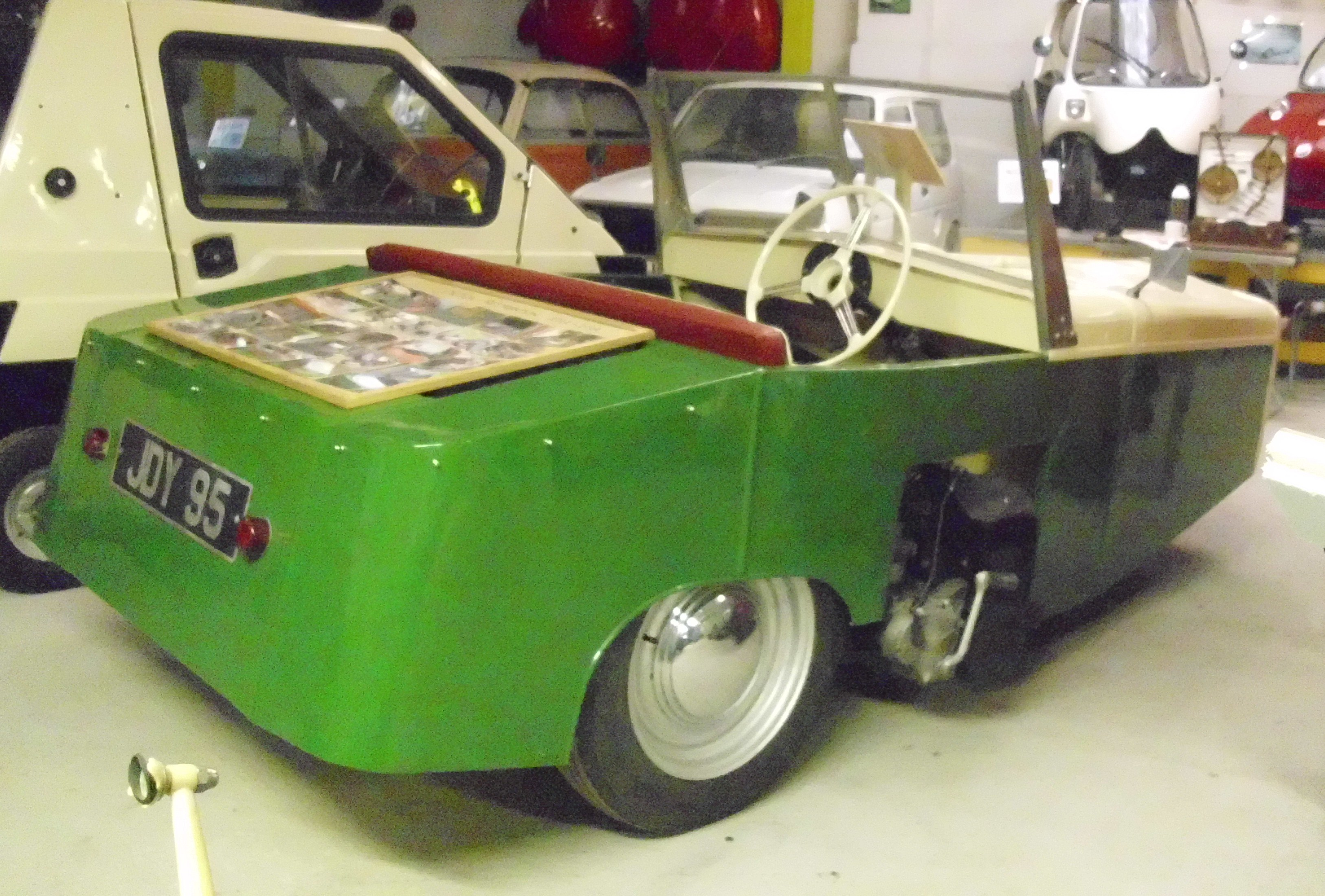
سيارة جوردون ثلاثية العجلات من إنتاج شركة فيرنونز إندستريز عام 1956
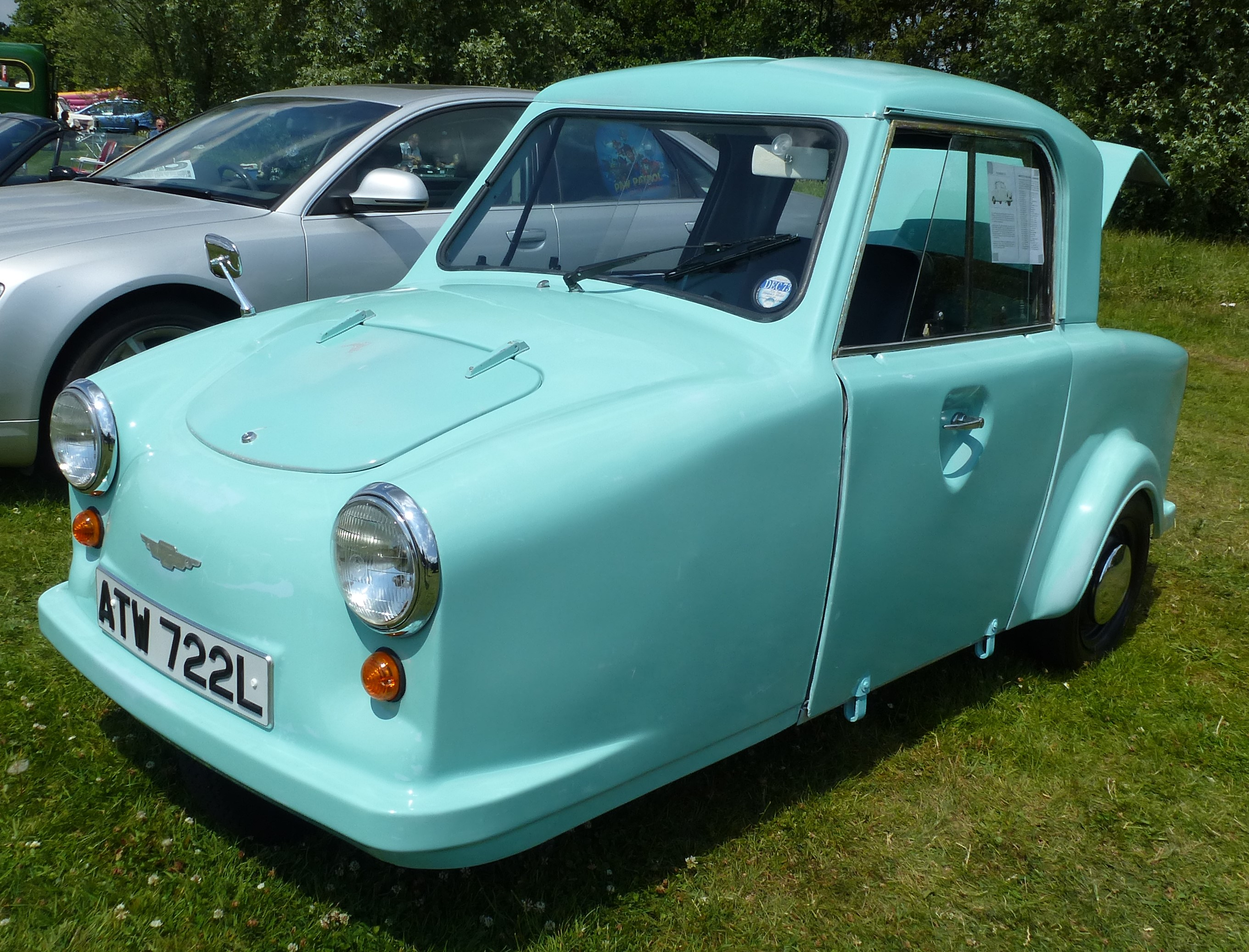
إنفاكار 1973
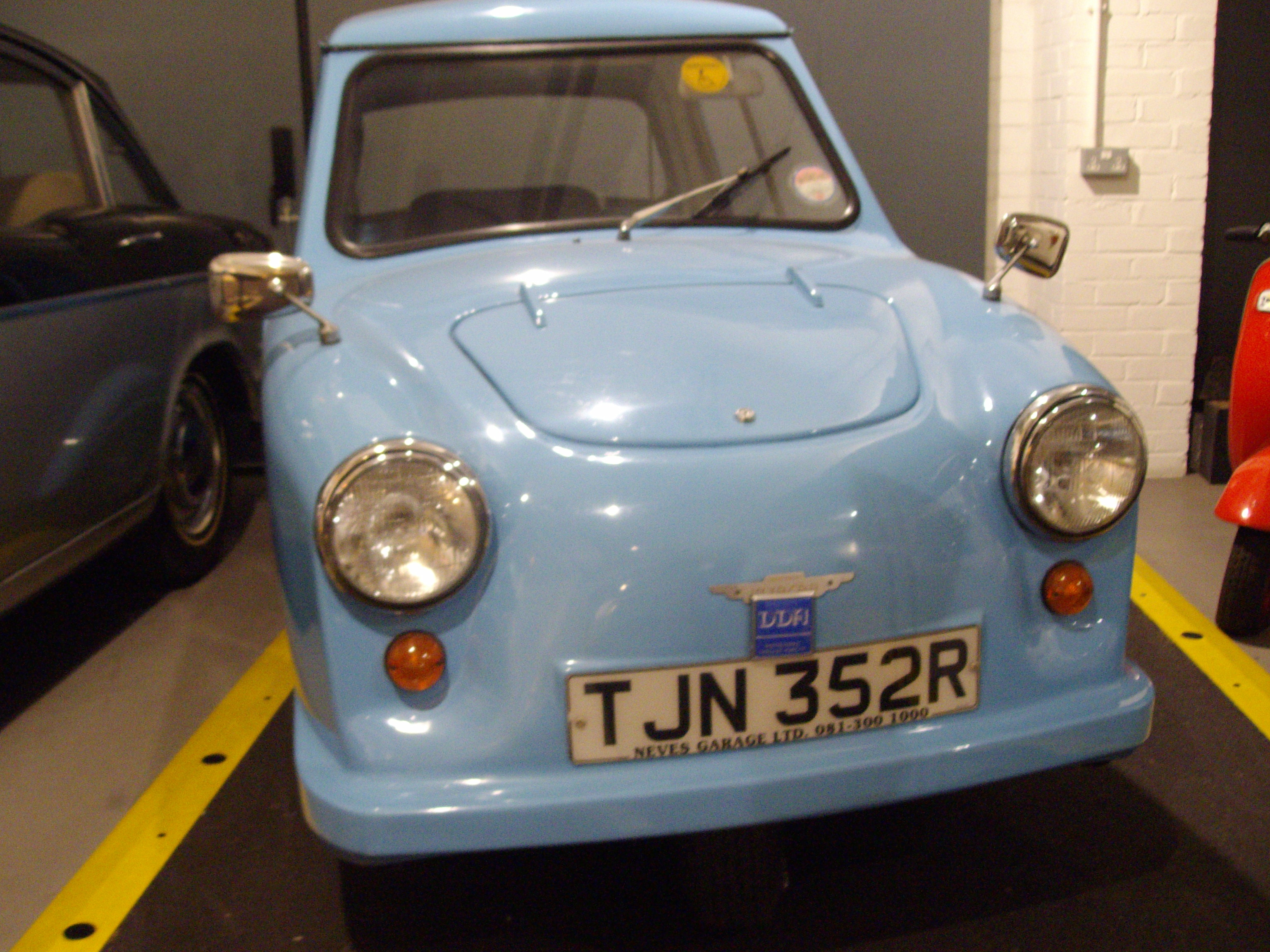
ثاندرسلي
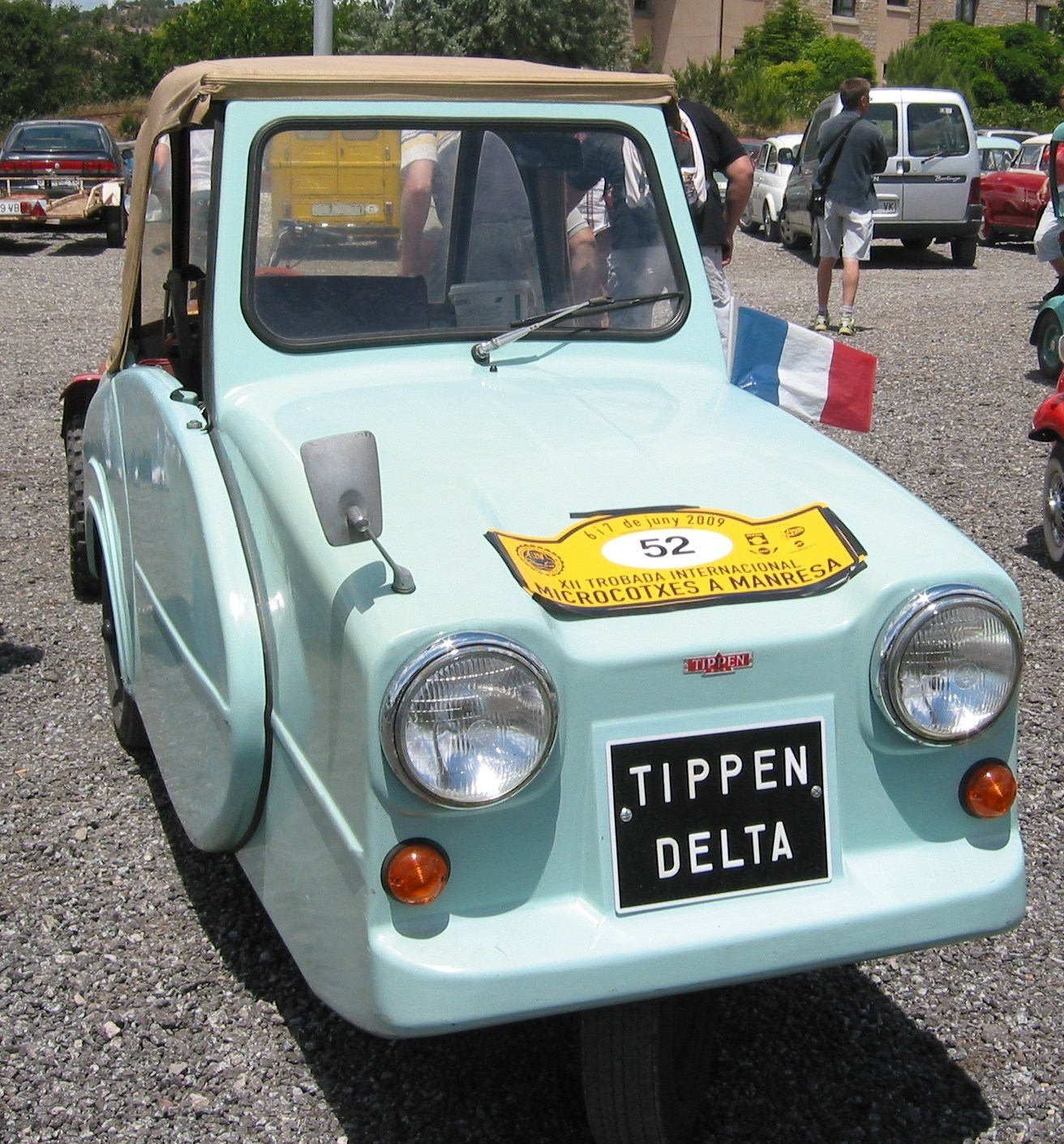
دلتا تيبن

في عام 1948 قام بيرت جريفز بتعديل دراجة نارية بمساعدة ابن عمه المشلول ديري بريستون كوب لتكون بمثابة وسيلة نقل لبريستون كوب. وعند ملاحظة عدد العسكريين السابقين الذين أصيبوا في الحرب العالمية الثانية اكتشفوا فرصة تجارية وتوجهوا إلى حكومة المملكة المتحدة للحصول على الدعم مما أدى إلى إنشاء شركة إنفاكار المحدودة. لم تكن شركة إنفاكار الشركة الوحيدة التي تعاقدت معها وزارة الصحة لإنتاج مركبات ذات ثلاث عجلات للسائقين ذوي الإعاقة. ومن بين الشركات الأخرى هاردينج ودينجوول آند سن وسيارات ايه سي وباريت وتيبن آند سن وثندرسلي وفيرنونز إندستريز و كوفنتري كلايماكس.
كانت كل من هذه المركبات المبكرة مدعومة بمحرك فيلييه 147 سي سي مبرد بالهواء، ومع ذلك عندما توقف إنتاج هذا المحرك في أوائل السبعينيات استبدل بمحرك شتاير-بوش رباعي الأشواط أقوى بكثير سعة 500 سي سي أو 600 سي سي مما أعطى سرعة قصوى تبلغ 82 ميل/س (132 كم/س). وكانت هذه المركبات منخفضة التكلفة ومنخفضة الصيانة ومصممة خصيصًا للأشخاص ذوي الإعاقات الجسدية. وتوقف إنتاجها في عام 1976 وسحبوا آخرها من الطريق في عام 2003. ومع ذلك لا يزال بعضها موجودًا وقد بقيت حوالي 25 سيارة إنفيكارز على قيد الحياة ويمكن أن تصبح صالحة للسير على الطريق مرة أخرى. يوجد ما لا يقل عن خمسة سيارات إنفيكارز مملوكة للقطاع الخاص وهي "قانونية للسير على الطرق" فضلاً عن العديد من الأمثلة الأخرى غير الصالحة للسير على الطرق والتي تنتظر زوالها بما في ذلك واحدة في مجموعة متحف كوفنتري للنقل واثنتان في متحف ليكلاند في كمبريا ومثال واحد صالح للسير على الطرق يعرضه "تي دبليو سي" على قناة هابنات على اليوتيوب. كما يمكن العثور على مثال آخر من عام 1976 وهو أحد آخر النماذج المصنعة معروضًا في المتحف الوطني للسيارات في بوليو في هامبشاير بإنجلترا.
قامت بريطانيا في الستينيات والسبعينيات من القرن العشرين بتوفير عربات للمعاقين كمركبات مدعومة ومنخفضة التكلفة لتحسين قدرة الأشخاص ذوي الإعاقة على الحركة. وكانت المركبات التي استأجرتها هيئة الخدمات الصحية الوطنية تحتوي على ثلاث عجلات وخفيفة الوزن للغاية وعلى هذا فإن ملاءمتها للطرق بين وسائل النقل الأخرى كانت تعتبر في كثير من الأحيان مشكوك فيها لأسباب تتعلق بالسلامة. حيث يُحظر على العربات الغير صالحة السير على الطرق السريعة. وفي نهاية المطاف سحبت جميع عربات إنفيكار المستأجرة من أن أتش أس المخصصة للأشخاص غير القادرين على الحركة في استدعاء أمني في عام 2003.
لا تندرج عربات المرضى الآلية كما هو موضح أعلاه تحت التعريف القانوني لـ "عربة العاجز" بموجب اللوائح الحالية (منذ عام 1988) ما لم تكن محدودة بسرعات 8 ميل في الساعة أو أقل (انظر أدناه).

## البلدان الأخرى

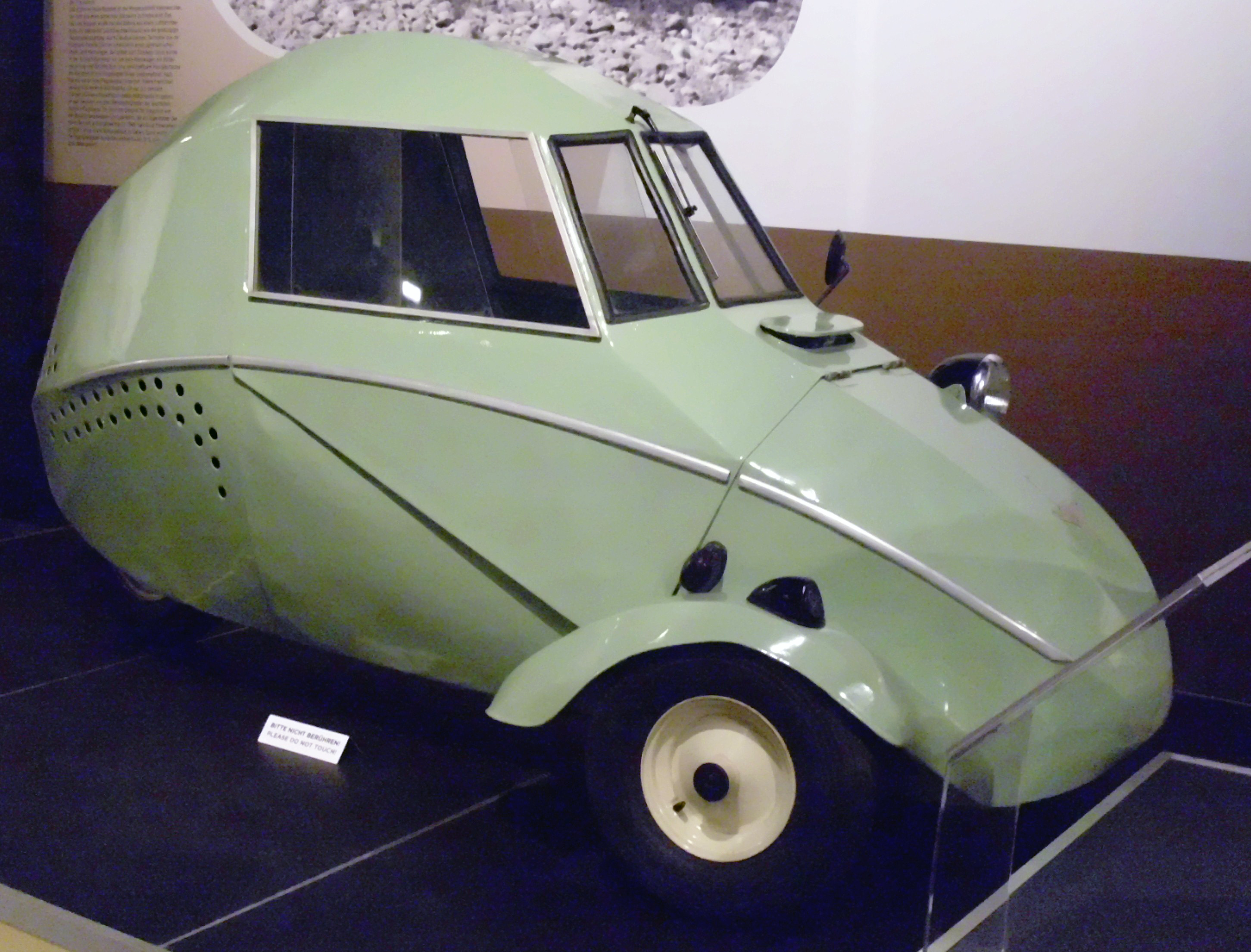
فيند فليتزر 101
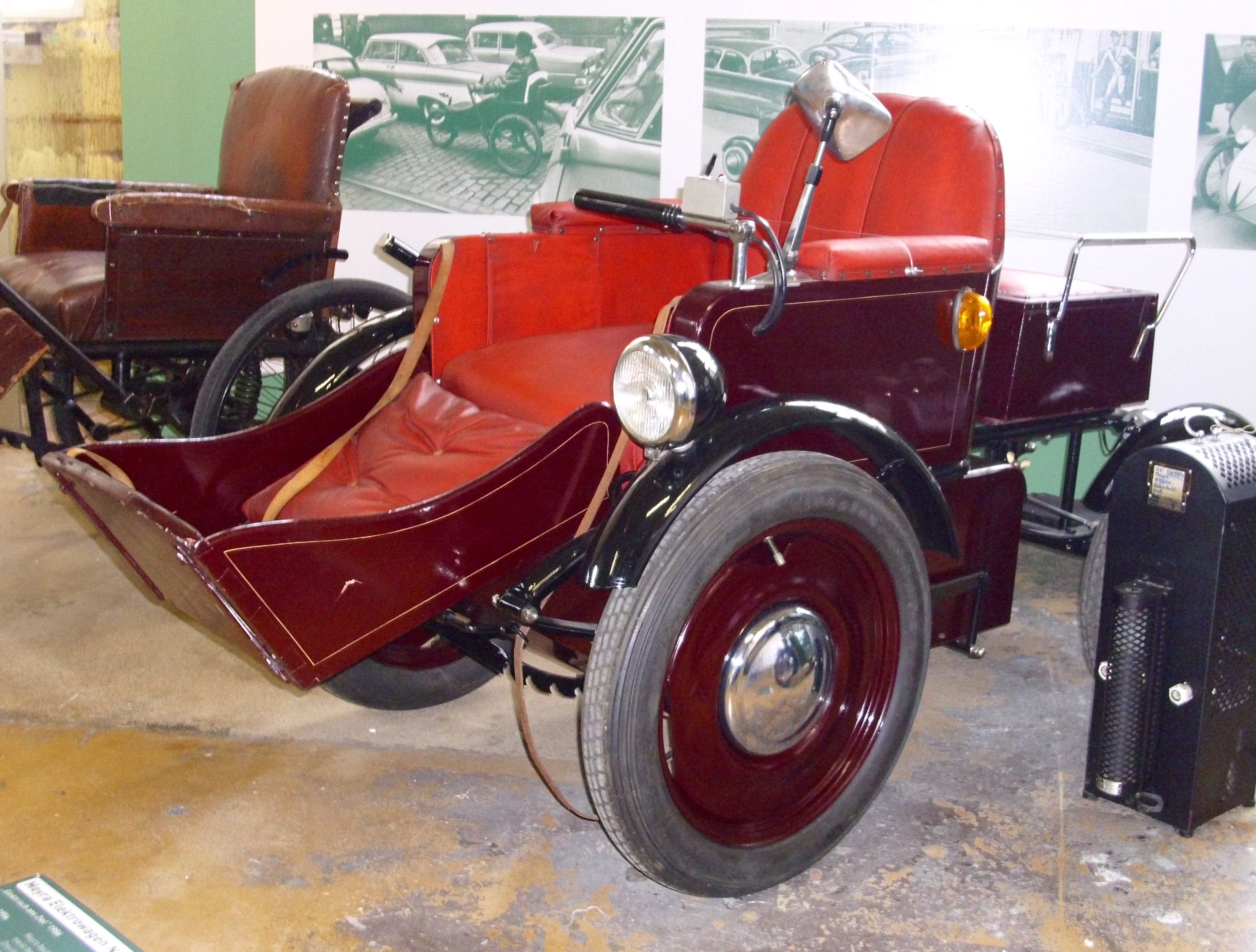
ميرا موديل إي37 موديل 1956
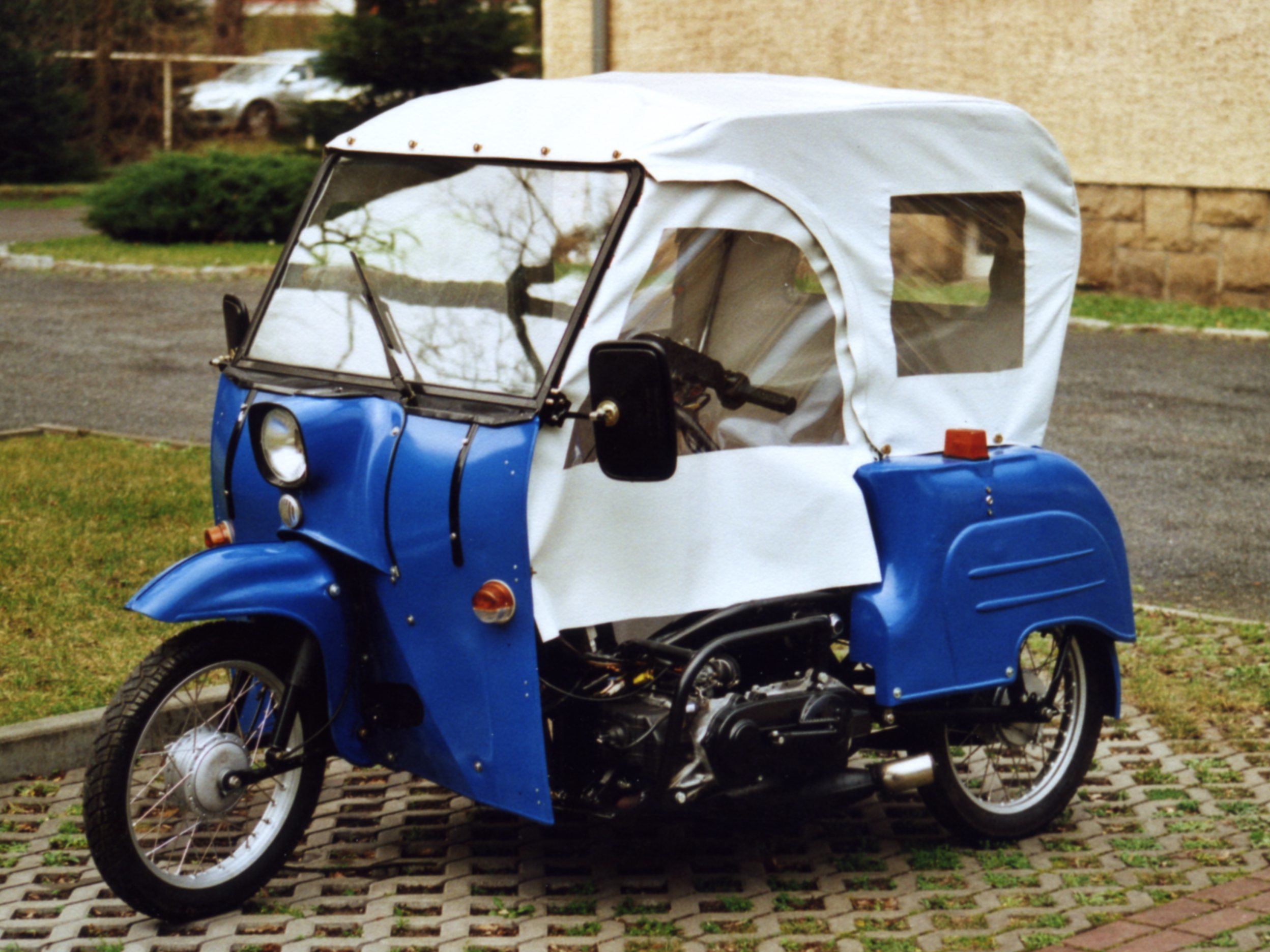
سيمسون ديو
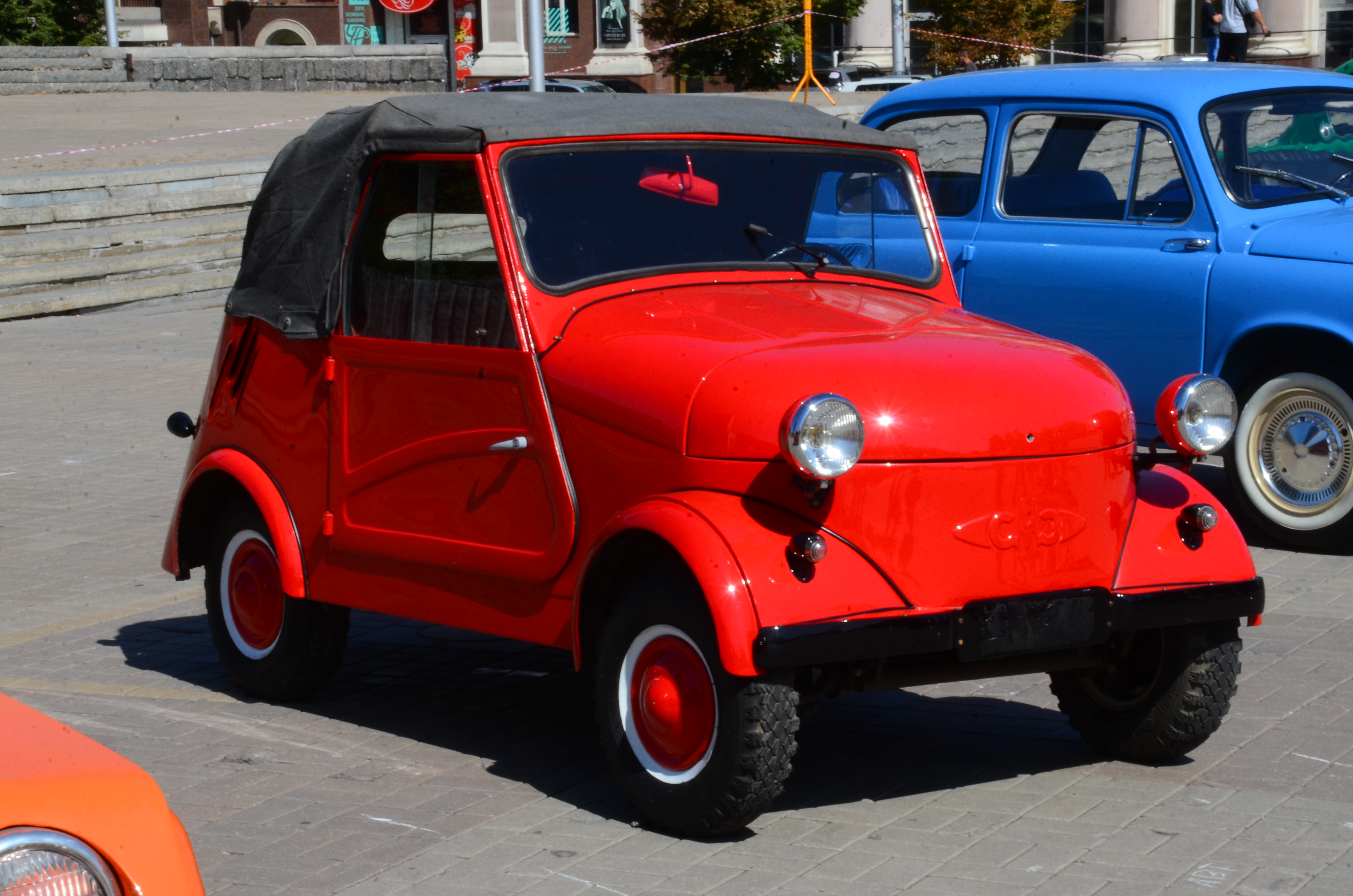
أس أم زد أس3إيه
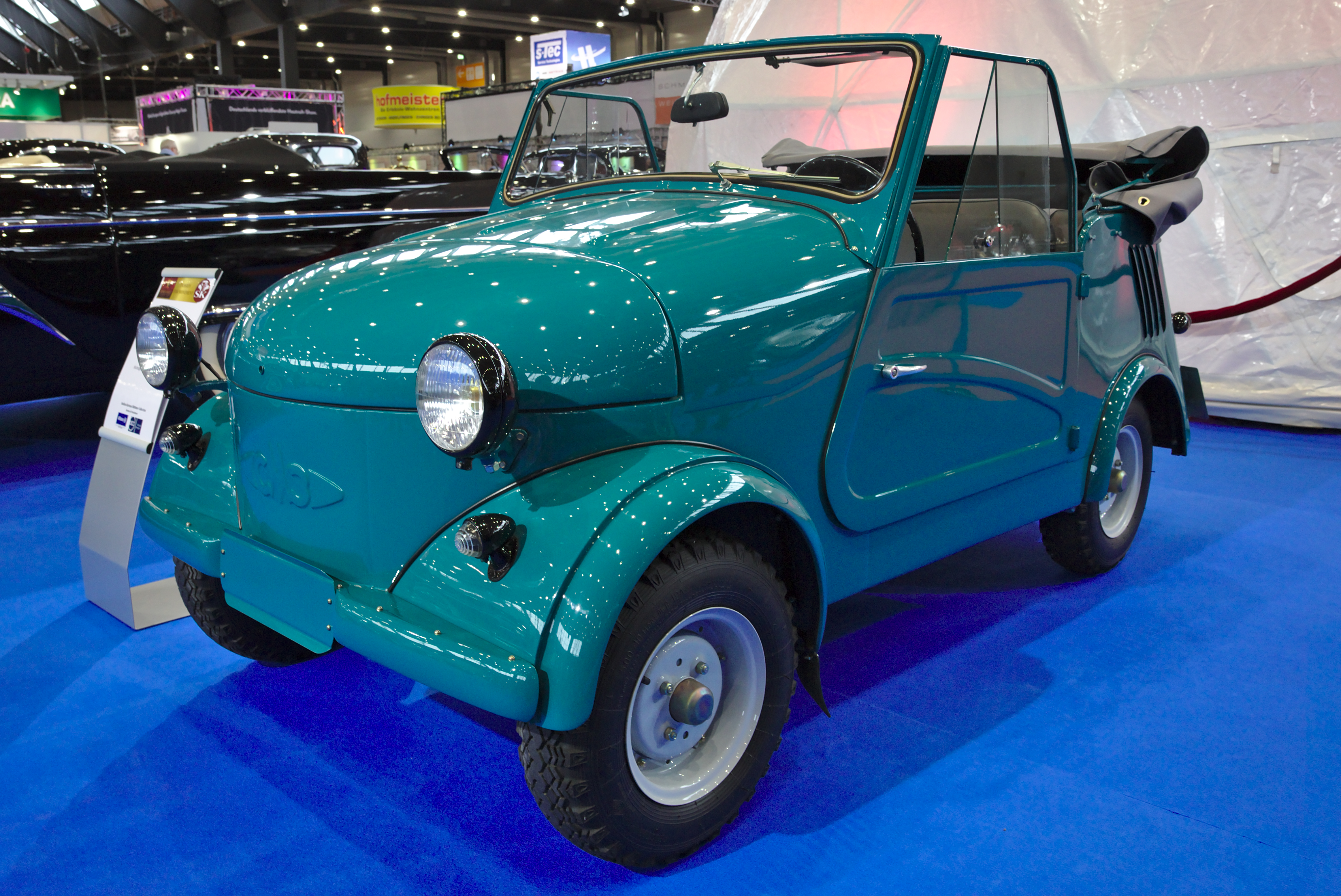
أس أم زد أس3إيه-أم
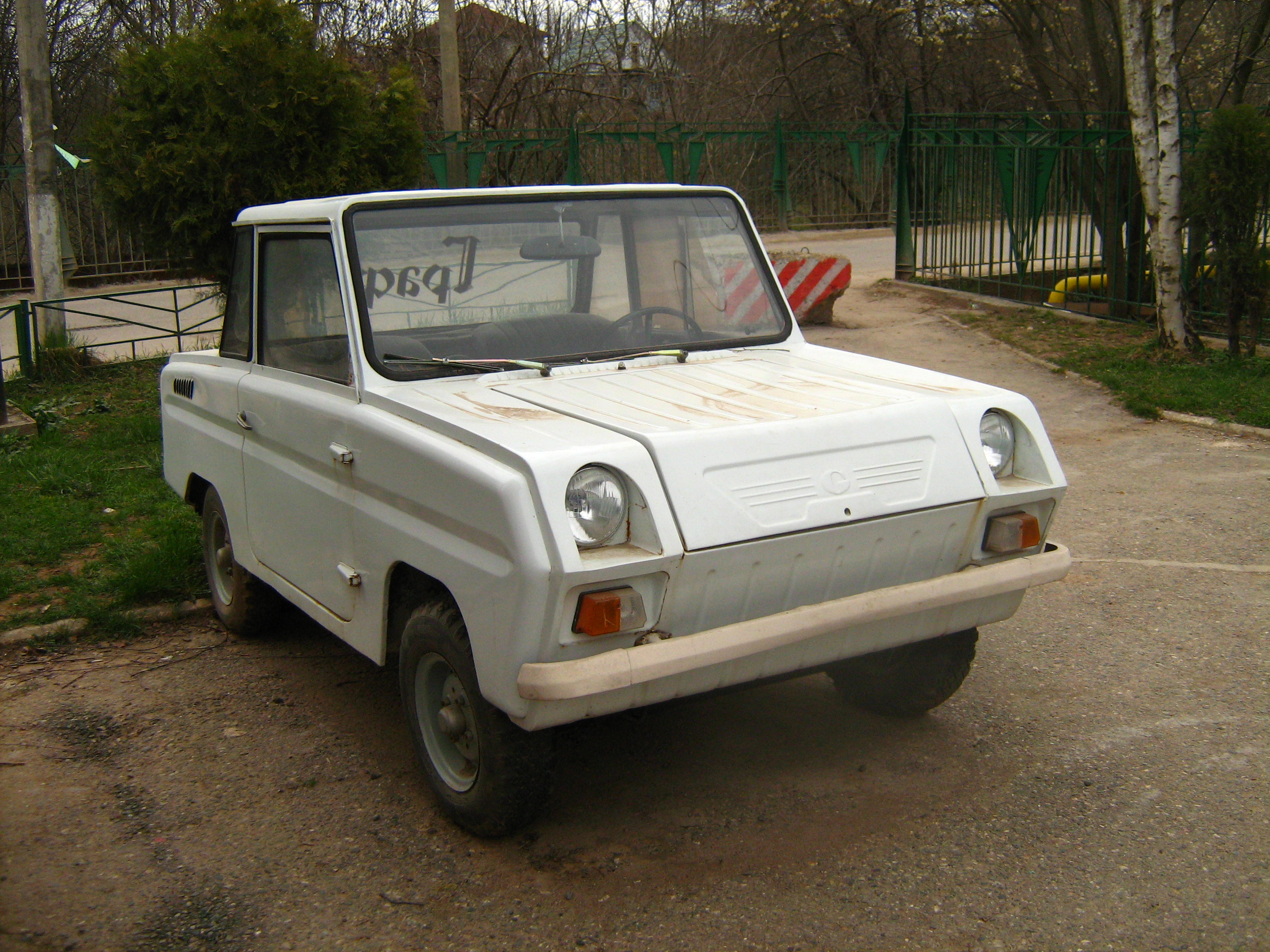
أس أم زد أس3دي
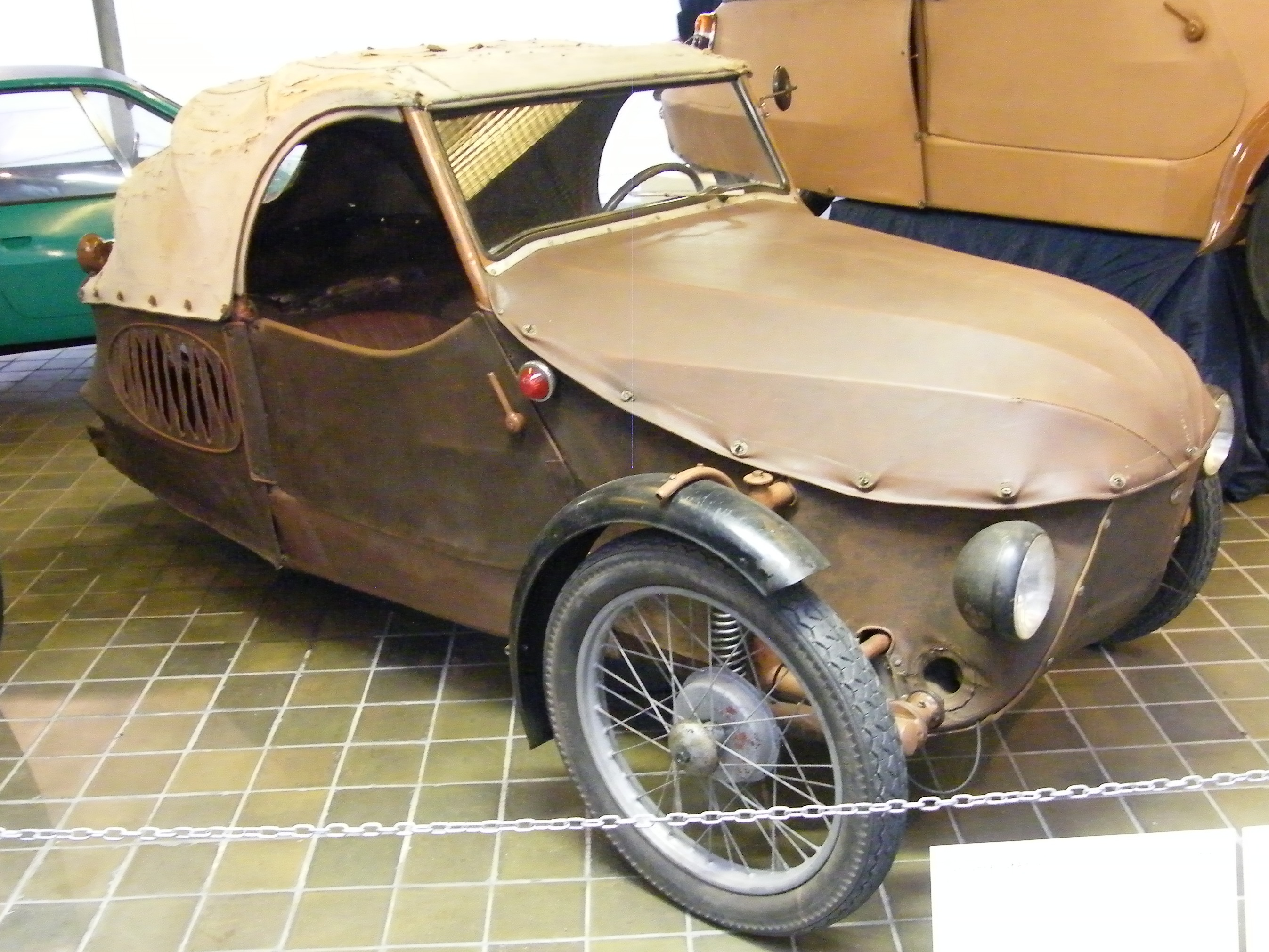
فيلوريكس أوسكار 54

فريتز فيند الضابط الفني السابق في القوات الجوية الألمانية صمم أيضًا عربة للمعاقين بثلاث عجلات في عام 1948. وكانت النسخة الأولى غير مزودة بمحرك مع وجود عجلة واحدة في المقدمة. إن نسخته المزودة بمحرك فيكتوريا ثنائي الأشواط سعة 38 سم مكعب مع عجلة خلفية واحدة مدفوعة بسلسلة. واستخدمت العجلتين الأماميتين للتوجيه. حيث أُطلق على هذا الإصدار الأخير اسم فيند فليتزر وصنعوا حوالي 250 وحدة منه بين عامي 1948 و1951 وذلك عندما توقف الإنتاج.
كما صنعت عربات للمقدين للاستخدام في بلدان أخرى بما في ذلك سيمسون دي يو أو في ألمانيا الشرقية وأس أم زد في الاتحاد السوفيتي وفيلوريكس في تشيكوسلوفاكيا.
صنعت شركة فيب لصناعة المركبات والمعدات برانديس (في إي بي. أف إيه بي) الثنائي في البداية من عام 1973 حتى عام 1978 وعندها نقل التصنيع إلى في إي بي روبور الأكثر شهرة في تصنيع الشاحنات في زيتاو. ونظرًا لأن العديد من المكونات مشتركة مع سيمسون تصنف ديو عادةً على أنها سيمسون. ثم توقف الإنتاج في عام 1989.

## منذ عام 1988

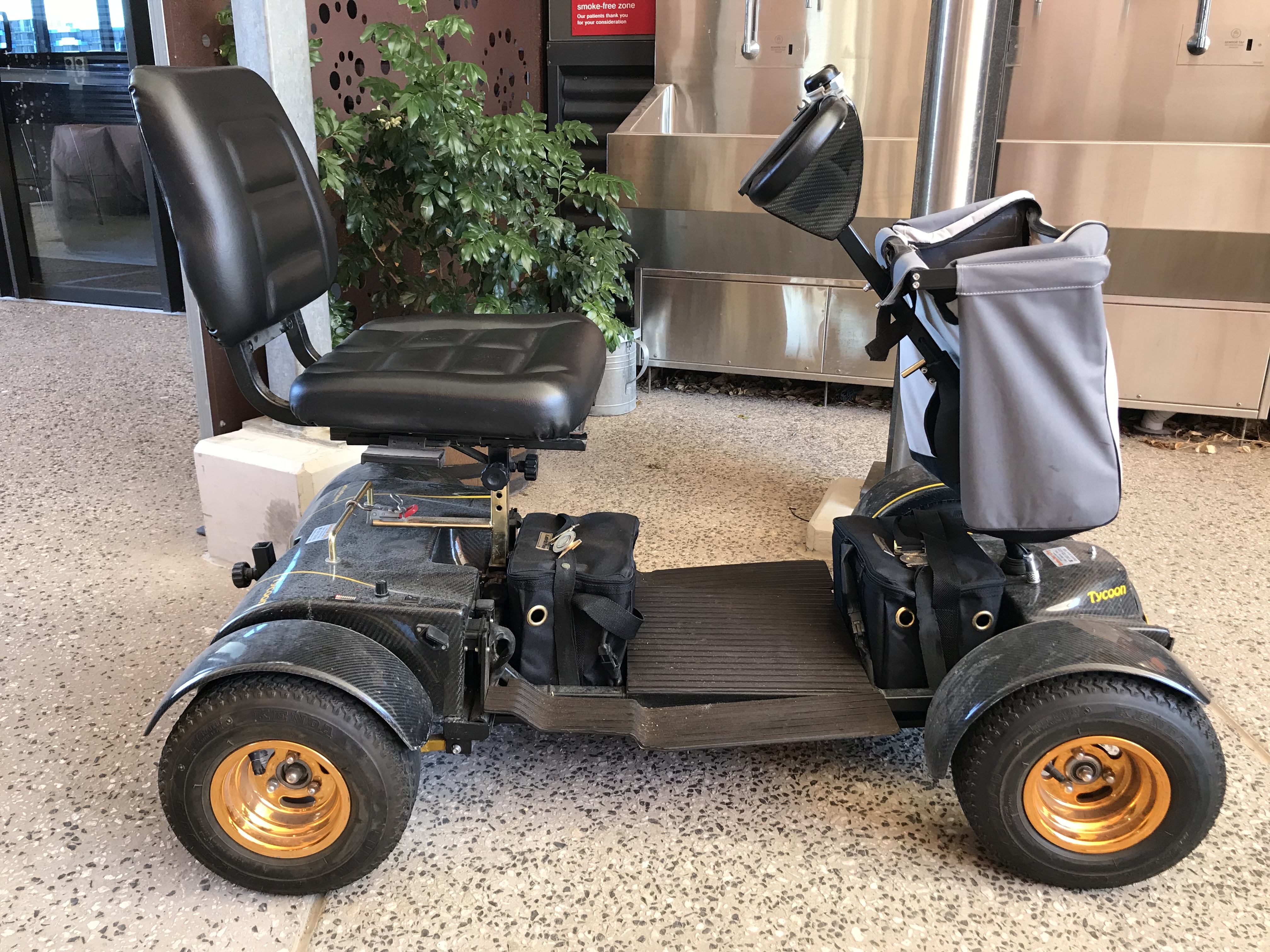
سكوتر متحرك

في المملكة المتحدة "عربة المقعد" هو مصطلح قانوني يشير إلى جهاز صمم لاستخدام شخص واحد يعاني من إعاقة جسدية ولا يتطلب رخصة قيادة ويمكن لشخص معاق قيادته خارج الطريق بما في ذلك على الأرصفة. ويختلف القانون قليلاً في أيرلندا الشمالية.
تقسمهم اللوائح إلى ثلاث فئات:
- الفئة 1 تشمل المركبات غير الميكانيكية الدفع بما في ذلك الكراسي المتحركة والدراجات اليدوية. ويعامل مستخدمو هذه المركبات في معظم الأغراض بموجب القانون كمشاة. ولا تخضع لأي حدود للسرعة.
- الفئة 2 تشمل المركبات ذات الدفع الميكانيكي مثل الكراسي المتحركة الآلية ودراجات التنقل والتي تقتصر على 4 ميل/س (6.4 كم/س).
- تتكون الفئة 3 في الغالب من سكوتر التنقل. وهي محدودة بـ 8 ميل/س (13 كم/س) مع ضبط محدد إضافي على 4 ميل/س (6.4 كم/س) والتي يجب تمكينها عند استخدامها على الرصيف. كما يجب أن تكون مزودة بعداد سرعة ولا يجوز أن يستخدمها الأطفال دون سن الـ 14 عامًا.

يمكن استخدام جميع الفئات الثلاث على ممرات المشاة ومسارات الدراجات. ويمكن استخدام الفئتين 2 و3 على الطرق ذات الاتجاهين باستخدام منارة كهرمانية وامضة ويجب أن تمتثل بخلاف ذلك لمعظم اللوائح الأخرى المتعلقة باستخدام المركبات على الطريق (على سبيل المثال الأضواء والعاكسات) ومع استبعادها على وجه التحديد من تعريف "مركبة آلية". إنهم جميعهم ممنوعون من السير على الطرق السريعة. ولا يشمل أي منها الأنواع الموضحة في القسم أعلاه والتي تعتبر مركبات آلية عادية تخضع لجميع اللوائح المطبقة عليها.

## الأدب
- مقدمة عن عربة المعوقين البريطانية 1850 - 1978، ستيوارت سيفوس، متحف تاريخ الإعاقة.(ردمك 9780984598380)

## روابط خارجية
- سجل النقل غير صالح